# Монкутан-сюр-Севр
Монкутан-сюр-Севр (фр. Moncoutant-sur-Sèvre) — муніципалітет у Франції, у регіоні Нова Аквітанія, департамент Де-Севр. Монкутан-сюр-Севр утворено 1 січня 2019 року шляхом злиття муніципалітетів Ле-Брей-Бернар, Ла-Шапель-Сент-Етьєнн, Монкутан, Мутьє-су-Шантемерль, Пюньї i Сен-Жуен-де-Мії. Адміністративним центром муніципалітету є Монкутан. Населення — 5085 осіб (01.01.2021).